# Кенай (Аляска)
Кена́й (англ. Kenai [ˈkiːnaɪ]) — город в США в штате Аляска. По данным Бюро переписи населения на 2014 год численность населения города составляла 7710 человек.
Город расположен на западной стороне полуострова Кенай на берегу залива Кука.

## Название
Город получил название от русского названия залива Кука — Кенайский залив. Кенайским русские колонисты называли залив из-за проживавшего там племени кенайцев (так русские именовали племя танаина, заимствовав название «кинают» из языка алутиик).

## История
Археологические раскопки показали что первые люди в районе расположения города появились примерно в 1000 лет до нашей эры.
До прихода русских колонистов на месте города располагалось индейская деревня, первые прибывшие русские торговцы в 1741 году насчитали в ней около 1000 жителей. В 1791 году русские колонисты основали в центре деревни форт Святого Николая в целях торговли рыбой и мехами. Таким образом Кенай стал вторым постоянным русским поселением на Аляске.
В 1797 году произошёл вооружённый конфликт между поселенцами и коренным населением который привёл к гибели около сотни человек с обеих сторон. В 1838 году оспа унесла жизни около половины жителей деревни.
В 1888 году на полуострове Кенай старатель Александр Кинг нашёл залежи золота, но его количество было меньше, чем в позже открытых Клондайке, Номе и Фэрбанксе, и не привело к лихорадке.
В Кенае с 1896 года действует историческая русская деревянная Свято-Успенская церковь, известная также как церковь Вознесения Девы Марии.
Создание судоходных компаний в 1900-х годах привело к расширению маленького городка до портового города. До 1920-х годов в городе наблюдался резкий рост коммерческого лова рыбы. В 1937 году началось строительство аэропорта Кенай.
Дважды (1992, 2011) город был награждён премией All-America City Award (с англ. — «Всеамериканский город») присуждаемой Национальной гражданской лигой, которую неофициально называют «Нобелевской премией за конструктивное гражданство» и которая выдается за активную гражданскую позицию жителей некорпоративных сообществ Соединённых Штатов в жизни местного самоуправления.